# Karina Cáceres Pacheco
Karina Cáceres Pacheco (Arequipa-Perú, 1984) es una directora peruana de cine. Ha dirigido las películas Avishka (2009), Cable a tierra (2013), Ola nube (2013), Bajo la influencia (2016) y La sola palabra (2020). También, ha trabajado en la producción de las películas La prueba (2005), Por la mitad (2007), Seco volteado (2007) y Encadenados (2015).

## Biografía
Es licenciada en Publicidad y Multimedia por la Universidad Católica de Santa María (Arequipa). Asimismo, estudió Dirección de Cine (2009) en la Escuela Internacional de Cine y TV de San Antonio de los Baños (Cuba) y el máster en Creación de guiones cinematográficos en UNIR (2019-2021).

## Filmografía
| Título | Año                | Tipo         | Detalles y reconocimientos          |
| ------ | ------------------ | ------------ | ----------------------------------- |
| 2009   | Avishka            | Cortometraje | Duración: 7 minutos                 |
| 2013   | Ola Nube           | Cortometraje | Documental. Duración: 1 minuto      |
| 2013   | Cable a tierra     | Mediometraje | Duración: 50 minutos. Premio APRECI |
| 2016   | Bajo la influencia | Cortometraje | Duración: 3 minutos                 |
| 2020   | La sola palabra    | Cortometraje | Documental. Duración: 4 minutos     |